# Imbuia
Imbuia is een gemeente in de Braziliaanse deelstaat Santa Catarina. De gemeente telt 5.738 inwoners (schatting 2009).

## Aangrenzende gemeenten
De gemeente grenst aan Alfredo Wagner, Ituporanga, Leoberto Leal en Vidal Ramos.